# Habenaria pabstii
Habenaria pabstii är en orkidéart som beskrevs av João Aguiar Nogueira Batista och Bianch. Habenaria pabstii ingår i släktet Habenaria och familjen orkidéer. Inga underarter finns listade i Catalogue of Life.